# Prêmio Mario de Andrade
Prêmio Mario de Andrade é uma premiação que faz parte dos Prêmios Literários da Fundação Biblioteca Nacional e que é destinada a laurear o melhor livro brasileiro de ensaio literário.

## História
Em 1995, ocorreu a primeira outorga dos então chamados Prêmios de Incentivo à Literatura e ao Livro Brasileiro com premiações em sete diferentes gêneros literários, cada uma nomeada em homenagem a um expoente de sua área. Para os livros de ensaio literário, o prêmio homenageou o escritor Mário de Andrade.
Em 2003, os Prêmios Literários da Fundação Biblioteca Nacional não foram realizados e, no ano seguinte, houve a premiação de apenas uma categoria, chamada Prêmio Fundação Biblioteca Nacional, voltada ao melhor livro do ano. Em 2005, todos os prêmios que haviam até 2002 voltaram a ser concedidos de forma individual.

## Premiados
| Ano  | Vencedores | Finalistas | Notas         |
| ---- | --- | --- | ------------- |
| 1995 | Entre a Voz e a Letra Laura Cavalcante Padilha | Sem informação | [ 1 ]         |
| 1996 | Folhetim, uma História Marlyse Meyer | Sem informação | [ 5 ]         |
| 1997 | Seres, Coisas, Lugares Décio de Almeida Prado | Sem informação | [ 6 ]         |
| 1998 | Literatura e Cordialidade: o Público e o Privado na Cultura Brasileira João Cezar de Castro Rocha / Eduerj                                                   | Sem informação | [ 7 ]         |
| 1999 | Ler o Livro do Mundo, Walter Benjamin: Romantismo e Círitica Literária Márcio Seligmann-Silva / Iluminuras                                                   | Sem informação | [ 8 ]         |
| 2001 | Léxico de Guimarães Rosa Nilce Martins | Sem informação | [ 9 ]         |
| 2002 | Drummond: a Magia Lúcida Marlene de Castro Correia | Sem informação | [ 10 ]        |
| 2005 | O Cosmopolitismo Pobre Silviano Santiago | Sem informação | [ 11 ]        |
| 2006 | Desenveredando Rosa, a Obra de J. G. Rosa e Outros Ensaios Roseanos Kathrin Holzermayr Rosenfield                                                            | Sem informação | [ 12 ]        |
| 2007 | Pelo Colorido, Para Além do Cinzento (a Literatura e Seus Entornos Interventivos) Alberto Pucheu / Azougue                                                   | Sem informação | [ 13 ]        |
| 2008 | Mínima Mímica: Ensaios Sobre Guimarães Rosa Walnice Nogueira Galvão / Companhia das Letras                                                                   | Sem informação | [ 14 ]        |
| 2009 | O Controle do Imaginário & a Afirmação do Romance: Dom Quixote, As Relações Perigosas, Moll Flanders, Tristram Shandy Luiz Costa Lima / Companhia das Letras | Sem informação | [ 15 ]        |
| 2010 | Itinerário de uma Falsa Vanguarda: os Dissidentes, a Semana de 22 e o Integralismo Antonio Arnoni Prado / Editora 34                                         | - 2º lugar - O Livro da Metaficção (Gustavo Bernardo / Tinta Negra) - 3º lugar - O Leitor Fingido (Flávio Carneiro / Rocco) | [ 16 ]        |
| 2011 | A Poética do Conto – De Poe a Borges: um Passeio Pelo Gênero Charles Kiefer / LeYa                                                                           | - 2º lugar - Poemas e Pedras: a Relação Entre a Escultura e a Poesia Partindo de Rodin e Rilke (Rita Rios / Edusp) - 3º lugar - A Espanha de João Cabral e Murilo Mendes (Ricardo Souza de Carvalho / Editora 34)                                                                     | [ 17 ]        |
| 2012 | Gil Vicente: Autos Cleonice Berardinelli / Casa da Palavra                                                                                                   | Sem informação | [ 18 ]        |
| 2013 | A Tradução Literária Paulo Henriques Britto / Record | Sem informação | [ 19 ]        |
| 2014 | Frestas: a Teorização em um País Periférico Luiz Costa Lima / Contraponto e PUC-Rio                                                                          | Sem informação | [ 20 ]        |
| 2015 | A Ficção de Deus Gustavo Bernardo / Annablume | Sem informação | [ 21 ]        |
| 2016 | O Mundo Sitiado: a Poesia Brasileira e a Segunda Guerra Mundial Murilo Marcondes de Moura                                                                    | Sem informação | [ 22 ]        |
| 2017 | Samuel Beckett e Seus Duplos: Espelhos, Abismos e Outras Vertigens Literárias Cláudia Maria de Vasconcellos / Iluminuras                                     | - Armas de Papel: Graciliano Ramos, as 'Memórias do cárcere' e o Partido Comunista Brasileiro (Fabio Cesar Alves / Editora 34) - Graciliano Ramos e a 'Cultura Política': Mediação Editorial e Construção do Sentido (Thiago Mio Salla / Edusp)                                       | [ 23 ] [ 24 ] |
| 2018 | A Erótica Japonesa na Pintura & na Escritura dos Séculos XVII a XIX Madalena Natsuko Hashimoto Cordaro / Edusp                                               | - 2º lugar - Canção de Ninar Brasileira: Aproximações (Silvia de Ambrosis Pinheiro Machado / Edusp) - 3º lugar - Epígrafes e Diálogos na Poesia de Machado de Assis (Audrey Ludmilla do Nascimento Miasso / EdUFSCar)                                                                 | [ 25 ]        |
| 2019 | Maquinação do Mundo: Drummond e a Mineração José Miguel Wisnik / Companhia das Letras                                                                        | - 2º lugar - Dostoiévski na Rua do Ouvidor: a Literatura Russa e o Estado Novo (Bruno Barretto Gomide / Edusp) - 3º lugar - Roteiro Literário: Paulo Leminski (Rodrigo Garcia Lopes / Biblioteca Pública do Paraná)                                                                   | [ 26 ]        |
| 2020 | Agudezas Seiscentistas e Outros Ensaios, de João Adolfo Hansen Cilaine Alves Cunha e Mayra Laudanna, organizadoras / Edusp                                   | - 2º lugar - A Dupla Noite das Tílias: História e Natureza no Fausto de Goethe (Marcus Vinicius Mazzari / Editora 34) - 3º lugar - Teoria, Crítica e Criação Literária: o Escritor e Seus Múltiplos (Evelina Hoisel / Civilização Brasileira)                                         | [ 27 ]        |
| 2021 | Kafka e Schopenhauer: Zonas de Vizinhança Maurício Arruda Mendonça / Editora da Universidade Estadual de Londrina                                            | - 2º lugar - Como Ler os Russos (Irineu Franco Perpétuo / Todavia) - 3º lugar - Romance de Formação: Caminhos e Descaminhos do Herói (Maria Cecilia Marks e Marcus Vinícius Mazzari, organizadores / Ateliê)                                                                          | [ 28 ]        |
| 2022 | Cesto de Caquis: Notas Sobre Haicai Edson Iura / Telucazu Edições                                                                                            | - 2º lugar - A Ficção do Crime (Gustavo Bernardo / Patuá) - 3º lugar - O Mundo Desdobrável: Ensaios Para Depois do Fim (Carola Saavedra / Relicário) | [ 29 ]        |
| 2023 | A Ideologia Modernista: a Semana de 22 e sua Consagração Luís Augusto Fischer / Todavia                                                                      | - 2º lugar - Teatro e Escravidão no Brasil (João Roberto Gomes de Faria / Perspectiva) - 3º lugar - Machado de Assis e as Primeiras Incertezas: a Formação Literária, o Poema Inédito e o Malogro do Primeiro Livro (Wilton José Marques / Alameda)                                   | [ 30 ]        |
| 2024 | O corpo vulnerado Maria Angélica Melendi / Cobogó | - 2º lugar - Tem poeta na casa? – Mulheres negras, poetry slam e insurgências (Amanda Julieta / Boto-cor-de-rosa livros, arte e café – selo paralelo13S) - 3º lugar - Sobre literatura e história: Como a ficção constrói a experiência (Júlio Pimentel Pinto / Companhia das Letras) | [ 31 ]        |